# Olympische Sommerspiele 2016/Teilnehmer (Belgien)
| Gelbes Symbol für Goldmedaillen mit stilisierten Olympischen Ringen | Graues Symbol für Silbermedaillen mit stilisierten Olympischen Ringen | Braundes Symbol für Bronzemedaillen mit stilisierten Olympischen Ringen |
| ------------------------------------------------------------------- | --------------------------------------------------------------------- | ----------------------------------------------------------------------- |
| 2                                                                   | 2                                                                     | 2                                                                       |

Belgien nahm mit 106 Athleten an den Olympischen Spielen 2016 in Rio de Janeiro teil.

## Medaillen

### Medaillenspiegel
| Medaillenspiegel Belgien |                |                              |                           |                           |        |
| Platz                    | Sportart       | Goldmedaille – Olympiasieger | Silbermedaille – 2. Platz | Bronzemedaille – 3. Platz | Gesamt |
| 1                        | Radsport       | 1                            | –                         | 1                         | 2      |
| 2                        | Leichtathletik | 1                            | –                         | –                         | 1      |
| 3                        | Schwimmen      | –                            | 1                         | –                         | 1      |
| 4                        | Hockey         | –                            | 1                         | –                         | 1      |
| 5                        | Judo           | –                            | –                         | 1                         | 1      |
| Total                    | Total          | 2                            | 2                         | 2                         | 6      |

### Medaillengewinner

#### Gold
| Name              | Sportart       | Wettkampf            |
| ----------------- | -------------- | -------------------- |
| Greg Van Avermaet | Radsport       | Straßenrennen Männer |
| Nafissatou Thiam  | Leichtathletik | Siebenkampf Frauen   |

#### Silber
| Name | Sportart  | Wettkampf             |
| --- | --------- | --------------------- |
| Pieter Timmers | Schwimmen | 100 m Freistil Männer |
| Gauthier Boccard Tom Boon Thomas Briels Cédric Charlier Tanguy Cosyns Alexandre de Paeuw Félix Denayer Sébastien Dockier John-John Dohmen Simon Gougnard Alexander Hendrickx Loïck Luypaert Emmanuel Stockbroekx Jerome Truyens Florent Van Aubel Arthur van Doren Elliot Van Strydonck Vincent Vanasch | Hockey    | Mannschaft            |

#### Bronze
| Name             | Sportart | Wettkampf                      |
| ---------------- | -------- | ------------------------------ |
| Dirk van Tichelt | Judo     | Leichtgewicht bis 73 kg Männer |
| Jolien D’hoore   | Radsport | Omnium Frauen                  |

## Teilnehmer nach Sportarten

### Badminton
| Athleten   | Wettbewerb | Gruppenphase                     | Gruppenphase | Gruppenphase | Gruppenphase | Achtelfinale  | Achtelfinale  | Viertelfinale | Viertelfinale | Halbfinale    | Halbfinale    | Finale        | Finale        | Rang          |
| Athleten   | Wettbewerb | Gegner                           | Ergebnis     | Punkte       | Rang         | Gegner        | Ergebnis      | Gegner        | Ergebnis      | Gegner        | Ergebnis      | Gegner        | Ergebnis      | Rang          |
| ---------- | ---------- | -------------------------------- | ------------ | ------------ | ------------ | ------------- | ------------- | ------------- | ------------- | ------------- | ------------- | ------------- | ------------- | ------------- |
| Frauen     |            |                                  |              |              |              |               |               |               |               |               |               |               |               |               |
| Lianne Tan | Einzel     | Li Xuerui Telma Santos Iris Wang | 0:2 2:0 1:2  | 117:138      | 3            | ausgeschieden | ausgeschieden | ausgeschieden | ausgeschieden | ausgeschieden | ausgeschieden | ausgeschieden | ausgeschieden | ausgeschieden |
| Männer     |            |                                  |              |              |              |               |               |               |               |               |               |               |               |               |
| Yuhan Tan  | Einzel     | Misha Zilbermann Tien Chen Chou  | 0:2          | 54:85        | 3            | ausgeschieden | ausgeschieden | ausgeschieden | ausgeschieden | ausgeschieden | ausgeschieden | ausgeschieden | ausgeschieden | ausgeschieden |

### Bogenschießen
| Athleten        | Wettbewerb | Qualifikation | Qualifikation | 1. Runde   | 1. Runde      | 2. Runde               | 2. Runde    | Achtelfinale  | Achtelfinale  | Viertelfinale | Viertelfinale | Halbfinale    | Halbfinale    | Finale        | Finale        | Rang |
| Athleten        | Wettbewerb | Ringe         | Rang          | Gegner     | Ergebnis      | Gegner                 | Ergebnis    | Gegner        | Ergebnis      | Gegner        | Ergebnis      | Gegner        | Ergebnis      | Gegner        | Ergebnis      | Rang |
| --------------- | ---------- | ------------- | ------------- | ---------- | ------------- | ---------------------- | ----------- | ------------- | ------------- | ------------- | ------------- | ------------- | ------------- | ------------- | ------------- | ---- |
| Männer          |            |               |               |            |               |                        |             |               |               |               |               |               |               |               |               |      |
| Robin Ramaekers | Einzel     | 654           | 42            | Ryan Tyack | 6–2 (110:103) | Juan Ignacio Rodríguez | 0-6 (88:80) | ausgeschieden | ausgeschieden | ausgeschieden | ausgeschieden | ausgeschieden | ausgeschieden | ausgeschieden | ausgeschieden | 17   |

### Fechten
| Athleten           | Wettbewerb   | 1. Runde      | 1. Runde | 2. Runde           | 2. Runde | Achtelfinale  | Achtelfinale  | Viertelfinale | Viertelfinale | Halbfinale / Klassifikation | Halbfinale / Klassifikation | Finale / Platzierung | Finale / Platzierung | Rang          |
| Athleten           | Wettbewerb   | Gegner        | Ergebnis | Gegner             | Ergebnis | Gegner        | Ergebnis      | Gegner        | Ergebnis      | Gegner                      | Ergebnis                    | Gegner               | Ergebnis             | Rang          |
| ------------------ | ------------ | ------------- | -------- | ------------------ | -------- | ------------- | ------------- | ------------- | ------------- | --------------------------- | --------------------------- | -------------------- | -------------------- | ------------- |
| Männer             |              |               |          |                    |          |               |               |               |               |                             |                             |                      |                      |               |
| Seppe van Holsbeke | Säbel Einzel | Eli Dershwitz | 15:12    | Tiberiu Dolniceanu | 13:15    | ausgeschieden | ausgeschieden | ausgeschieden | ausgeschieden | ausgeschieden               | ausgeschieden               | ausgeschieden        | ausgeschieden        | ausgeschieden |

### Gewichtheben
| Athleten              | Wettbewerb       | Reißen  | Reißen | Stoßen  | Stoßen | Zweikampf | Zweikampf | Rang |
| Athleten              | Wettbewerb       | Gewicht | Rang   | Gewicht | Rang   | Gewicht   | Rang      | Rang |
| --------------------- | ---------------- | ------- | ------ | ------- | ------ | --------- | --------- | ---- |
| Männer                |                  |         |        |         |        |           |           |      |
| Tom Richard Goegebuer | Klasse bis 56 kg | 111 kg  | 12     | 130 kg  | 14     | 241 kg    | 14        | 14   |

### Golf
| Athleten          | Runde 1 (Par) | Runde 2 (Par) | Runde 3 (Par) | Runde 4 (Par) | Gesamt | Par | Rang |
| ----------------- | ------------- | ------------- | ------------- | ------------- | ------ | --- | ---- |
| Frauen            |               |               |               |               |        |     |      |
| Chloé Leurquin    | 79 (+8)       | 78            | 71            | 75            | 303    | +19 | 56   |
| Männer            |               |               |               |               |        |     |      |
| Thomas Pieters    | 67 (−4)       | 66 (−5)       | 77 (+6)       | 65 (−6)       | 275    | −9  | 4    |
| Nicolas Colsaerts | 68 (−3)       | 71 (0)        | 71 (0)        | 73 (+2)       | 283    | −1  | 30   |

### Hockey
| Wettbewerb    | Männer |
| ------------- | --- |
| Athleten      | Gauthier Boccard Tom Boon Thomas Briels Cédric Charlier Tanguy Cosyns Alexandre de Paeuw Félix Denayer Sébastien Dockier John-John Dohmen Simon Gougnard Alexander Hendrickx Loïck Luypaert Emmanuel Stockbroekx Jerome Truyens Florent Van Aubel Arthur Van Doren Elliot Van Strydonck Vincent Vanasch |
| Trainer       | Shane McLeod ( Neuseeland) |
| Gruppenphase  | Großbritannien (4:1) Brasilien (12:0) Australien (1:0) Spanien (3:1) Neuseeland (1:3) |
| Viertelfinale | Indien (3:1) |
| Halbfinale    | Niederlande (3:1) |
| Finale        | Argentinien (2:4) |
| Platzierung   | Silber |

### Judo
| Athleten           | Wettbewerb | 1. Runde      | 1. Runde    | 2. Runde          | 2. Runde      | Viertelfinale | Viertelfinale | Halbfinale / Trostrunde | Halbfinale / Trostrunde | Finale / Platz 3 | Finale / Platz 3 | Rang   |
| Athleten           | Wettbewerb | Gegner        | Ergebnis    | Gegner            | Ergebnis      | Gegner        | Ergebnis      | Gegner                  | Ergebnis                | Gegner           | Ergebnis         | Rang   |
| ------------------ | ---------- | ------------- | ----------- | ----------------- | ------------- | ------------- | ------------- | ----------------------- | ----------------------- | ---------------- | ---------------- | ------ |
| Frauen             |            |               |             |                   |               |               |               |                         |                         |                  |                  |        |
| Charline van Snick | bis 48 kg  | M. Ungureanu  | 100s0:000s1 | S. Menezes        | 000s0:100s0   | ausgeschieden | ausgeschieden | ausgeschieden           | ausgeschieden           | ausgeschieden    | ausgeschieden    | 9      |
| Männer             |            |               |             |                   |               |               |               |                         |                         |                  |                  |        |
| Jasper Lefevere    | bis 66 kg  | Z. Smagulov   | 000s3:000s0 | ausgeschieden     | ausgeschieden | ausgeschieden | ausgeschieden | ausgeschieden           | ausgeschieden           | ausgeschieden    | ausgeschieden    | 33     |
| Dirk van Tichelt   | bis 73 kg  | M. Zemouri    | 100s0:000s0 | C.-r. An          | 010s3:000s2   | D. Jarzew     | 011s2:010s0   | S. Ōno                  | 000s1:111s0             | M. Ungvari       | 100s0:000s0      | Bronze |
| Joachim Bottieau   | bis 81 kg  | M. Marconcini | 000s1:000s0 | ausgeschieden     | ausgeschieden | ausgeschieden | ausgeschieden | ausgeschieden           | ausgeschieden           | ausgeschieden    | ausgeschieden    | 17     |
| Toma Nikiforov     | bis 100 kg | J. Mahjoub    | 100s1:000s2 | B. Ghwiniaschwili | 000s1:101s0   | ausgeschieden | ausgeschieden | ausgeschieden           | ausgeschieden           | ausgeschieden    | ausgeschieden    | 9      |

### Kanu

#### Kanurennsport
| Athleten      | Wettbewerb | Vorlauf      | Vorlauf | Halbfinale   | Halbfinale | B-Finale     | B-Finale | Rang |
| Athleten      | Wettbewerb | Zeit         | Rang    | Zeit         | Rang       | Zeit         | Rang     | Rang |
| ------------- | ---------- | ------------ | ------- | ------------ | ---------- | ------------ | -------- | ---- |
| Männer        |            |              |         |              |            |              |          |      |
| Artuur Peters | K-1 1000 m | 3:34,781 min | 13      | 3:37,586 min | 13         | 3:33,521 min | 3        | 11   |

### Leichtathletik
Laufen und Gehen 
| Athleten                                                                                  | Wettbewerb        | Runde 1      | Runde 1 | Halbfinale    | Halbfinale    | Finale        | Finale        | Rang |
| Athleten                                                                                  | Wettbewerb        | Zeit         | Rang    | Zeit          | Rang          | Zeit          | Rang          | Rang |
| ----------------------------------------------------------------------------------------- | ----------------- | ------------ | ------- | ------------- | ------------- | ------------- | ------------- | ---- |
| Frauen                                                                                    |                   |              |         |               |               |               |               |      |
| Cynthia Bolingo Mbongo                                                                    | 200 m             | 23,98 s      | 63      | ausgeschieden | ausgeschieden | ausgeschieden | ausgeschieden | 63   |
| Olivia Borlée                                                                             | 200 m             | 23,53 s      | 54      | ausgeschieden | ausgeschieden | ausgeschieden | ausgeschieden | 54   |
| Renée Eykens                                                                              | 800 m             | 2:00,00 min  | 17      | 2:00,45 min   | 16            | ausgeschieden | ausgeschieden | 16   |
| Louise Carton                                                                             | 5000 m            | 15:34,39 min | 22      | –             | –             | ausgeschieden | ausgeschieden | 22   |
| Veerle Dejaeghere                                                                         | Marathon          | –            | –       | –             | –             | 2:37:39 h     | 47            | 47   |
| Els Rens                                                                                  | Marathon          | –            | –       | –             | –             | 2:45:52 h     | 84            | 84   |
| Manuela Soccol                                                                            | Marathon          | –            | –       | –             | –             | 2:44:18 h     | 74            | 74   |
| Anne Zagré                                                                                | 100 m Hürden      | 12,85 s      | 10      | DSQ           | DSQ           | ausgeschieden | ausgeschieden | –    |
| Axelle Dauwens                                                                            | 400 m Hürden      | 57,68 s      | 36      | ausgeschieden | ausgeschieden | ausgeschieden | ausgeschieden | 36   |
| Männer                                                                                    |                   |              |         |               |               |               |               |      |
| Jonathan Borlée                                                                           | 200 m             | 20,64 s      | 48      | ausgeschieden | ausgeschieden | ausgeschieden | ausgeschieden | 48   |
| Jonathan Borlée                                                                           | 400 m             | 46,01 s      | 32      | ausgeschieden | ausgeschieden | ausgeschieden | ausgeschieden | 32   |
| Kevin Borlée                                                                              | 400 m             | 45,90 s      | 28      | ausgeschieden | ausgeschieden | ausgeschieden | ausgeschieden | 28   |
| Pieter-Jan Hannes                                                                         | 1500 m            | 3:38,89 min  | 8       | 3:43,71 min   | 21            | ausgeschieden | ausgeschieden | 21   |
| Bashir Abdi                                                                               | 5000 m            | 13:42,83 min | 33      | –             | –             | ausgeschieden | ausgeschieden | 33   |
| Bashir Abdi                                                                               | 10.000 m          | –            | –       | –             | –             | 28:01,49 min  | 20            | 20   |
| Florent Caelen                                                                            | Marathon          | –            | –       | –             | –             | 2:17:59 h     | 44            | 44   |
| Koen Naert                                                                                | Marathon          | –            | –       | –             | –             | 2:14:53 h     | 22            | 22   |
| Willem Van Schuerbeeck                                                                    | Marathon          | –            | –       | –             | –             | 2:18:56 h     | 56            | 56   |
| Michaël Bultheel                                                                          | 400 m Hürden      | 49,37 s      | 21      | 49,46 s       | 18            | ausgeschieden | ausgeschieden | 18   |
| Jeroen D’hoedt                                                                            | 3000 m Hindernis  | 8:48,29 min  | 37      | –             | –             | ausgeschieden | ausgeschieden | 37   |
| Jonathan Borlée Kevin Borlée Dylan Borlée Antoine Gillet Robin Vanderbemden Julien Watrin | 4 × 400-m-Staffel | 2:59,25 min  | 3       | –             | –             | 2:58,52 min   | 4             | 4    |

 Springen und Werfen 
| Athleten       | Wettbewerb | Qualifikation | Qualifikation | Finale     | Finale | Rang |
| Athleten       | Wettbewerb | Weite/Höhe    | Rang          | Weite/Höhe | Rang   | Rang |
| -------------- | ---------- | ------------- | ------------- | ---------- | ------ | ---- |
| Männer         |            |               |               |            |        |      |
| Philip Milanov | Diskuswurf | 62,68 m       | 12            | 62,22 m    | 9      | 9    |

 Mehrkampf 
| Athletinnen        | 100 m Hürden | 100 m Hürden | Hochsprung | Hochsprung | Kugelstoßen | Kugelstoßen | 200 m   | 200 m  | Weitsprung | Weitsprung | Speerwurf | Speerwurf | 800 m       | 800 m  | Punkte | Rang |
| Athletinnen        | Zeit         | Punkte       | Höhe       | Punkte     | Weite       | Punkte      | Zeit    | Punkte | Weite      | Punkte     | Weite     | Punkte    | Zeit        | Punkte | Punkte | Rang |
| ------------------ | ------------ | ------------ | ---------- | ---------- | ----------- | ----------- | ------- | ------ | ---------- | ---------- | --------- | --------- | ----------- | ------ | ------ | ---- |
| Siebenkampf Frauen |              |              |            |            |             |             |         |        |            |            |           |           |             |        |        |      |
| Nafissatou Thiam   | 13,56 s      | 1041         | 1,98 m     | 1211       | 14,91 m     | 855         | 25,10 s | 878    | 6,58 m     | 1033       | 53,13 m   | 921       | 2:16,54 min | 871    | 6810   | Gold |

| Athleten                | 100 m   | 100 m | Weitsprung | Weitsprung | Kugelstoßen | Kugelstoßen | Hochsprung | Hochsprung | 400 m   | 400 m | 110 m Hürden | 110 m Hürden | Diskuswurf | Diskuswurf | Stabhochsprung | Stabhochsprung | Speerwurf | Speerwurf | 1500 m      | 1500 m | Punkte | Rang |
| Athleten                | Zeit    | Pkt.  | Weite      | Pkt.       | Weite       | Pkt.        | Höhe       | Pkt.       | Zeit    | Pkt.  | Zeit         | Pkt.         | Weite      | Pkt.       | Höhe           | Pkt.           | Weite     | Pkt.      | Zeit        | Pkt.   | Punkte | Rang |
| ----------------------- | ------- | ----- | ---------- | ---------- | ----------- | ----------- | ---------- | ---------- | ------- | ----- | ------------ | ------------ | ---------- | ---------- | -------------- | -------------- | --------- | --------- | ----------- | ------ | ------ | ---- |
| Zehnkampf Männer        |         |       |            |            |             |             |            |            |         |       |              |              |            |            |                |                |           |           |             |        |        |      |
| Thomas Van der Plaetsen | 11,24 s | 808   | 7,66 m     | 975        | 12,84 m     | 657         | 2,16 m     | 953        | 49,63 s | 832   | 15,01 m      | 848          | 43,58 s    | 738        | 5,40 m         | 1035           | 62,09 m   | 769       | 4:32,21 min | 717    | 8332   | 8    |

### Radsport

#### Bahn
| Athleten        | Wettbewerb | Scratch | Scratch | Einzel- verfolgung | Einzel- verfolgung | Ausscheidungs- fahren | Ausscheidungs- fahren | Zeitfahren | Zeitfahren | Fliegende Runde | Fliegende Runde | Punkte- fahren | Punkte- fahren | Punkte | Rang   |
| Athleten        | Wettbewerb | Punkte  | Rang    | Zeit               | Rang               | Punkte                | Rang                  | Zeit       | Rang       | Zeit            | Rang            | Punkte         | Rang           | Punkte | Rang   |
| --------------- | ---------- | ------- | ------- | ------------------ | ------------------ | --------------------- | --------------------- | ---------- | ---------- | --------------- | --------------- | -------------- | -------------- | ------ | ------ |
| Frauen          |            |         |         |                    |                    |                       |                       |            |            |                 |                 |                |                |        |        |
| Jolien D’hoore  | Omnium     | 36      | 3       | 3:30,202 min       | 3                  | 38                    | 2                     | 35,326 s   | 4          | 14,195 s        | 7               | 27             | 8              | 199    | Bronze |
| Männer          |            |         |         |                    |                    |                       |                       |            |            |                 |                 |                |                |        |        |
| Jasper De Buyst | Omnium     | 6       | 18      | 4:36,42 min        | 16                 | 12                    | 15                    | DNS        | DNS        | -               | -               | -              | -              | DNF    | DNF    |

#### Straße
| Athleten          | Wettbewerb       | Zeit         | Rang |
| ----------------- | ---------------- | ------------ | ---- |
| Frauen            |                  |              |      |
| Ann-Sophie Duyck  | Straßenrennen    | DNF          | DNF  |
| Lotte Kopecky     | Straßenrennen    | 4:02:07 h    | 45   |
| Anisha Vekemans   | Straßenrennen    | 3:58:03 h    | 29   |
| Ann-Sophie Duyck  | Einzelzeitfahren | 48:17,60 min | 23   |
| Lotte Kopecky     | Einzelzeitfahren | 48:09,86 min | 21   |
| Männer            |                  |              |      |
| Laurens de Plus   | Straßenrennen    | DNF          | DNF  |
| Philippe Gilbert  | Straßenrennen    | 6:23:23 h    | 42   |
| Serge Pauwels     | Straßenrennen    | 6:16:17 h    | 22   |
| Greg Van Avermaet | Straßenrennen    | 6:10:05 h    | Gold |
| Tim Wellens       | Straßenrennen    | DNF          | DNF  |
| Tim Wellens       | Einzelzeitfahren | 1:16:49,71 h | 20   |

#### Mountainbike
| Athleten        | Wettbewerb    | Zeit      | Rang |
| --------------- | ------------- | --------- | ---- |
| Frauen          |               |           |      |
| Githa Michiels  | Cross-Country | 1:40:23 h | 21   |
| Männer          |               |           |      |
| Ruben Scheire   | Cross-Country | 1:37:36 h | 11   |
| Jens Schuermans | Cross-Country | 1:39:30 h | 18   |

#### BMX
| Athleten     | Wettbewerb | Qualifikation | Qualifikation | Halbfinale | Halbfinale | Finale   | Finale | Rang |
| Athleten     | Wettbewerb | Zeit          | Rang          | Punkte     | Rang       | Zeit     | Rang   | Rang |
| ------------ | ---------- | ------------- | ------------- | ---------- | ---------- | -------- | ------ | ---- |
| Frauen       |            |               |               |            |            |          |        |      |
| Elke Vanhoof | Race       | 35,325 s      | 6             | 13         | 3          | 39,538 s | 6      | 6    |

### Reiten
| Dressur                   |            |         |      |
| Athleten                  | Wettbewerb | Prozent | Rang |
| Jorinde Verwimp mit Tiamo | Einzel     | 70,771  | 35   |

| Springen                                    |            |                  |               |               |               |               |               |
| Athleten                                    | Wettbewerb | Strafpunkte      | Strafpunkte   | Strafpunkte   | Strafpunkte   | Strafpunkte   | Rang          |
| Athleten                                    | Wettbewerb | 1. Qualifikation | Nationenpreis | Nationenpreis | Einzelfinale  | Einzelfinale  | Rang          |
| Athleten                                    | Wettbewerb | 1. Qualifikation | 1. Umlauf     | 2. Umlauf     | 1. Umlauf     | 2. Umlauf     | Rang          |
| Jérôme Guery mit Grand Cru van de Rozenberg | Einzel     | (0)              | (10)          | (5)           | (8)           | –             | 28            |
| Nicola Philippaerts mit Zilverstar T        | Einzel     | DSQ              | ausgeschieden | ausgeschieden | ausgeschieden | ausgeschieden | ausgeschieden |

| Vielseitigkeit                           |            |                     |                     |               |                    |               |               |
| Athleten                                 | Wettbewerb | Minuspunkte Dressur | Minuspunkte Gelände | Springen      | Minuspunkte Gesamt | Rang          |               |
| Karin Donckers mit Fletcha vaN’T Verahof | Einzel     | 41,10               | ausgeschieden       | ausgeschieden | ausgeschieden      | ausgeschieden | ausgeschieden |
| Joris Van Springel mit Lully des Aulnes  | Einzel     | 54,30               | 21,60               | 8,00          | 4,00               | 87,90         | 24            |

### Rudern
| Athleten      | Wettbewerb | Vorlauf     | Vorlauf | Vorlauf       | Hoffnungslauf | Hoffnungslauf | Hoffnungslauf | Viertelfinale | Viertelfinale | Viertelfinale | Halbfinale  | Halbfinale | Halbfinale    | Finale      | Finale | Rang |
| Athleten      | Wettbewerb | Zeit        | Platz   | Qualifikation | Zeit          | Platz         | Qualifikation | Zeit          | Platz         | Qualifikation | Zeit        | Platz      | Qualifikation | Zeit        | Platz  | Rang |
| ------------- | ---------- | ----------- | ------- | ------------- | ------------- | ------------- | ------------- | ------------- | ------------- | ------------- | ----------- | ---------- | ------------- | ----------- | ------ | ---- |
| Männer        |            |             |         |               |               |               |               |               |               |               |             |            |               |             |        |      |
| Hannes Obreno | Einer      | 7:09,06 min | 1       | Viertelfinale | –             | –             | –             | 6:48,90 min   | 1             | Halbfinale    | 7:06,76 min | 3          | Finale        | 6:47,42 min | 4      | 4    |

### Schießen
| Athleten      | Wettbewerb | Qualifikation   | Qualifikation | Finale          | Finale        | Ringe/ Scheiben | Rang |
| Athleten      | Wettbewerb | Ringe/ Scheiben | Rang          | Ringe/ Scheiben | Rang          | Ringe/ Scheiben | Rang |
| ------------- | ---------- | --------------- | ------------- | --------------- | ------------- | --------------- | ---- |
| Männer        |            |                 |               |                 |               |                 |      |
| Maxime Mottet | Trap       | 116             | 10            | ausgeschieden   | ausgeschieden | 116             | 10   |

### Schwimmen
| Athleten                                                           | Wettbewerb                 | Vorlauf         | Vorlauf         | Halbfinale      | Halbfinale      | Finale          | Finale          | Rang            |
| Athleten                                                           | Wettbewerb                 | Zeit            | Rang            | Zeit            | Rang            | Zeit            | Rang            | Rang            |
| ------------------------------------------------------------------ | -------------------------- | --------------- | --------------- | --------------- | --------------- | --------------- | --------------- | --------------- |
| Frauen                                                             |                            |                 |                 |                 |                 |                 |                 |                 |
| Kimberly Buys                                                      | 100 m Schmetterling        | 57,91 s         | 12              | 58,63 s         | 14              | ausgeschieden   | ausgeschieden   | 14              |
| Fanny Lecluyse                                                     | 100 m Brust                | 1:08,80 min     | 28              | ausgeschieden   | ausgeschieden   | ausgeschieden   | ausgeschieden   | 28              |
| Fanny Lecluyse                                                     | 200 m Brust                | 2:27,16 min     | 17              | ausgeschieden   | ausgeschieden   | ausgeschieden   | ausgeschieden   | 17              |
| Männer                                                             |                            |                 |                 |                 |                 |                 |                 |                 |
| Jasper Aerents                                                     | 50 m Freistil              | 22,61 s         | 39              | ausgeschieden   | ausgeschieden   | ausgeschieden   | ausgeschieden   | 39              |
| François Heersbrandt                                               | 50 m Freistil              | 22,58 s         | 38              | ausgeschieden   | ausgeschieden   | ausgeschieden   | ausgeschieden   | 38              |
| Glenn Surgeloose                                                   | 100 m Freistil             | 48,65 s         | 19              | ausgeschieden   | ausgeschieden   | ausgeschieden   | ausgeschieden   | 19              |
| Pieter Timmers                                                     | 100 m Freistil             | 48,35 s         | 9               | 48,14 s         | 6               | 47,80 s         | 2               | Silber          |
| Glenn Surgeloose                                                   | 200 m Freistil             | 1:47,19 min     | 17              | ausgeschieden   | ausgeschieden   | ausgeschieden   | ausgeschieden   | 17              |
| Pieter Timmers                                                     | 200 m Freistil             | nicht gestartet | nicht gestartet | nicht gestartet | nicht gestartet | nicht gestartet | nicht gestartet | nicht gestartet |
| Louis Croenen                                                      | 200 m Schmetterling        | 1:56,48 min     | 14              | 1:56,03 min     | 8               | 1:57,04 min     | 8               | 8               |
| Basten Caerts                                                      | 200 m Brust                | 2:13,44 min     | 32              | ausgeschieden   | ausgeschieden   | ausgeschieden   | ausgeschieden   | 32              |
| Emmanuel Vanluchene                                                | 200 m Lagen                | 2:01,36 min     | 23              | ausgeschieden   | ausgeschieden   | ausgeschieden   | ausgeschieden   | 23              |
| Jasper Aerents Glenn Surgeloose Pieter Timmers Emmanuel Vanluchene | 4 × 100 m Freistil Staffel | 3:14,16 min     | 7               | –               | –               | 3:13,57 min     | 6               | 6               |
| Louis Croenen Glenn Surgeloose Pieter Timmers Emmanuel Vanluchene  | 4 × 200 m Freistil Staffel | 7:08,72 min     | 7               | –               | –               | 7:11,64 min     | 8               | 8               |

### Segeln
Fleet Race
| Athleten                         | Wettbewerb   | Qualifikation | Qualifikation | Medal Race    | Medal Race    | Punkte | Rang |
| Athleten                         | Wettbewerb   | Punkte        | Rang          | Punkte        | Rang          | Punkte | Rang |
| -------------------------------- | ------------ | ------------- | ------------- | ------------- | ------------- | ------ | ---- |
| Frauen                           |              |               |               |               |               |        |      |
| Evi Van Acker                    | Laser Radial | 66            | 4             | 12            | 6             | 78     | 4    |
| Männer                           |              |               |               |               |               |        |      |
| Wannes Van Laer                  | Laser        | 140           | 17            | ausgeschieden | ausgeschieden | 140    | 17   |
| Yannick Lefèbvre Tom Pelsmaekers | 49er         | 125           | 17            | ausgeschieden | ausgeschieden | 125    | 17   |

### Taekwondo
| Athleten          | Wettbewerb       | Achtelfinale        | Achtelfinale | Viertelfinale | Viertelfinale | Hoffnungsrunde Halbfinale | Hoffnungsrunde Halbfinale | Halbfinale        | Halbfinale    | Hoffnungsrunde Finale | Hoffnungsrunde Finale | Finale Kampf um Bronze | Finale Kampf um Bronze | Rang    |
| Athleten          | Wettbewerb       | Gegner              | Ergebnis     | Gegner        | Ergebnis      | Gegner                    | Ergebnis                  | Gegner            | Ergebnis      | Gegner                | Ergebnis              | Gegner                 | Ergebnis               | Rang    |
| ----------------- | ---------------- | ------------------- | ------------ | ------------- | ------------- | ------------------------- | ------------------------- | ----------------- | ------------- | --------------------- | --------------------- | ---------------------- | ---------------------- | ------- |
| Frauen            |                  |                     |              |               |               |                           |                           |                   |               |                       |                       |                        |                        |         |
| Raheleh Asemani   | Klasse bis 57 kg | Carolena Carstens   | 13:1         | Jade Jones    | 2:7           | Naima Bakkal              | 12:0                      | ausgeschieden     | ausgeschieden | Hedaya Malak          | 0:1                   | ausgeschieden          | ausgeschieden          | 5       |
| Männer            |                  |                     |              |               |               |                           |                           |                   |               |                       |                       |                        |                        |         |
| Mourad Laachraoui | Klasse bis 58 kg | Reserve             | Reserve      | Reserve       | Reserve       | Reserve                   | Reserve                   | Reserve           | Reserve       | Reserve               | Reserve               | Reserve                | Reserve                | Reserve |
| Si Mohamed Ketbi  | Klasse bis 58 kg | Safwan Khalil       | 1:8          | ausgeschieden | ausgeschieden | ausgeschieden             | ausgeschieden             | ausgeschieden     | ausgeschieden | ausgeschieden         | ausgeschieden         | ausgeschieden          | ausgeschieden          | 11      |
| Jaouad Achab      | Klasse bis 68 kg | Maxemillion Kassman | 15:1         | Karol Robak   | 9:7           | –                         | –                         | Alexei Denissenko | 1:6           | –                     | –                     | Lee Dae-hoon           | 7:11                   | 5       |

### Tennis
| Frauen                            |        |                                        |                |                |               |                                       |               |               |               |               |               |               |               |               |               |               |               |
| Yanina Wickmayer                  | Einzel | Barbora Strýcová                       | 6:76, 1:6      | ausgeschieden  | ausgeschieden | ausgeschieden                         | ausgeschieden | ausgeschieden | ausgeschieden | ausgeschieden | ausgeschieden | ausgeschieden | ausgeschieden |               |               |               |               |
| Kirsten Flipkens                  | Einzel | Venus Williams                         | 4:6, 6:3, 7:65 | Lucie Šafářová | 6:2, Aufgabe  | Laura Siegemund                       | 4:6, 3:6      | ausgeschieden | ausgeschieden | ausgeschieden | ausgeschieden | ausgeschieden | ausgeschieden |               |               |               |               |
| Kirsten Flipkens Yanina Wickmayer | Doppel | Jaroslawa Schwedowa Galina Woskobojewa | 6:1, Aufgabe   | –              | –             | Garbiñe Muguruza Carla Suárez Navarro | 5:7, 6:2, 2:6 | ausgeschieden | ausgeschieden | ausgeschieden | ausgeschieden | ausgeschieden | ausgeschieden |               |               |               |               |
| Männer                            |        |                                        |                |                |               |                                       |               |               |               |               |               |               |               |               |               |               |               |
| David Goffin                      | Einzel | Samuel Groth                           | 6:4, 6:2       | Dudi Sela      | 6:3, 6:3      | Thomaz Bellucci                       | 6:710, 4:6    | ausgeschieden | ausgeschieden | ausgeschieden | ausgeschieden | ausgeschieden | ausgeschieden | ausgeschieden | ausgeschieden | ausgeschieden | ausgeschieden |

### Triathlon
| Athleten          | Wettbewerb | Zeit       | Rang       |
| ----------------- | ---------- | ---------- | ---------- |
| Frauen            |            |            |            |
| Claire Michel     | Einzel     | überrundet | überrundet |
| Katrien Verstuyft | Einzel     | überrundet | überrundet |
| Athleten          | Wettbewerb | Zeit       | Rang       |
| Männer            |            |            |            |
| Marten Van Riel   | Einzel     | 1:46:03 h  | 6          |
| Jelle Geens       | Einzel     | 1:52:05 h  | 38         |

### Turnen

#### Gerätturnen
| Athleten                                                     | Wettbewerb           | Qualifikation | Qualifikation | Finale        | Finale        | Rang    |
| Athleten                                                     | Wettbewerb           | Punkte        | Rang          | Punkte        | Rang          | Rang    |
| ------------------------------------------------------------ | -------------------- | ------------- | ------------- | ------------- | ------------- | ------- |
| Frauen                                                       |                      |               |               |               |               |         |
| Senna Deriks                                                 | Sprung               | 14,000        |               | ausgeschieden | ausgeschieden |         |
| Nina Derwael                                                 | Sprung               | 13,900        |               | ausgeschieden | ausgeschieden |         |
| Rune Hermans                                                 | Sprung               | 13,133        |               | ausgeschieden | ausgeschieden |         |
| Gaelle Mys                                                   | Sprung               | 14,133        |               | ausgeschieden | ausgeschieden |         |
| Laura Waem                                                   | Sprung               | Reserve       | Reserve       | Reserve       | Reserve       | Reserve |
| Senna Deriks                                                 | Stufenbarren         | 13,533        | 56            | ausgeschieden | ausgeschieden | 56      |
| Nina Derwael                                                 | Stufenbarren         | 15,133        | 12            | R3            |               |         |
| Rune Hermans                                                 | Stufenbarren         | 13,775        | 50            | ausgeschieden | ausgeschieden | 50      |
| Gaelle Mys                                                   | Stufenbarren         | Reserve       | Reserve       | Reserve       | Reserve       | Reserve |
| Laura Waem                                                   | Stufenbarren         | 14,133        | 41            | ausgeschieden | ausgeschieden | 41      |
| Senna Deriks                                                 | Schwebebalken        | Reserve       | Reserve       | Reserve       | Reserve       | Reserve |
| Nina Derwael                                                 | Schwebebalken        | 13,966        | 28            | ausgeschieden | ausgeschieden | 28      |
| Rune Hermans                                                 | Schwebebalken        | 13,700        | 38            | ausgeschieden | ausgeschieden | 38      |
| Gaelle Mys                                                   | Schwebebalken        | 13,833        | 33            | ausgeschieden | ausgeschieden | 33      |
| Laura Waem                                                   | Schwebebalken        | 13,966        | 28            | ausgeschieden | ausgeschieden | 28      |
| Senna Deriks                                                 | Boden                | Reserve       | Reserve       | Reserve       | Reserve       | Reserve |
| Nina Derwael                                                 | Boden                | 13,533        | 39            | ausgeschieden | ausgeschieden | 39      |
| Rune Hermans                                                 | Boden                | 13,900        | 24            | ausgeschieden | ausgeschieden | 24      |
| Gaelle Mys                                                   | Boden                | 13,566        | 37            | ausgeschieden | ausgeschieden | 37      |
| Laura Waem                                                   | Boden                | 13,366        | 44            | ausgeschieden | ausgeschieden | 44      |
| Senna Deriks                                                 | Mehrkampf Einzel     | DNS           | DNS           | DNS           | DNS           | DNS     |
| Nina Derwael                                                 | Mehrkampf Einzel     | 56,532        | 21            | 56,299        | 19            | 19      |
| Rune Hermans                                                 | Mehrkampf Einzel     | 54,508        | 34            | ausgeschieden | ausgeschieden | 34      |
| Gaelle Mys                                                   | Mehrkampf Einzel     | DNS           | DNS           | DNS           | DNS           | DNS     |
| Laura Waem                                                   | Mehrkampf Einzel     | DNS           | DNS           | DNS           | DNS           | DNS     |
| Senna Deriks Nina Derwael Rune Hermans Gaelle Mys Laura Waem | Mehrkampf Mannschaft | 167,838       | 12            | ausgeschieden | ausgeschieden | 12      |
| Männer                                                       |                      |               |               |               |               |         |
| Dennis Goossens                                              | Boden                | DNS           | DNS           | DNS           | DNS           | DNS     |
| Dennis Goossens                                              | Pauschenpferd        | DNS           | DNS           | DNS           | DNS           | DNS     |
| Dennis Goossens                                              | Ringe                | 15,366        | 7             | 14,933        | 8             | 8       |
| Dennis Goossens                                              | Sprung               | DNS           | DNS           | DNS           | DNS           | DNS     |
| Dennis Goossens                                              | Barren               | DNS           | DNS           | DNS           | DNS           | DNS     |
| Dennis Goossens                                              | Reck                 | DNS           | DNS           | DNS           | DNS           | DNS     |
| Dennis Goossens                                              | Mehrkampf Einzel     | DNS           | DNS           | DNS           | DNS           | DNS     |